# گروسوایتسشن
گروسوایتسشن (به آلمانی: Großweitzschen) یک شهر در آلمان است که در میتل‌زاکسن واقع شده‌است. گروسوایتسشن ۳٬۲۸۴ نفر جمعیت دارد.